# 노팅엄섬

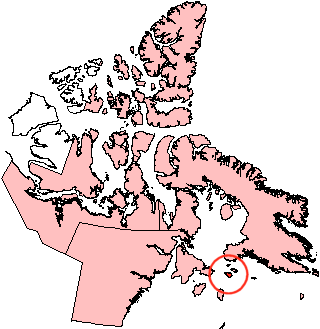

노팅엄섬(영어: Nottingham Island, 이누크티투트어: Tujjaat)은 허드슨 해협에 위치한 섬으로, 누나부트 준주에 속한다. 면적은 1,372km2, 인구는 0명이다.
1610년 섬을 발견한 헨리 허드슨에 의해 이름이 붙여졌다. 1970년 이누이트족 주민들이 케이프 도싯 등 섬 바깥으로 이주하며 무인도가 되었다.